# Krzysztof Wojdan
Krzysztof Wojdan (* 22. Mai 1968 in Tarnów) ist ein polnischer Judoka.
Er begann mit dem Judo-Training im Alter von zehn Jahren im Pałac Młodzieży Tarnów. Zwischen 1989 und 1999 gewann er drei Goldmedaillen (1993, 1994, 1999), zwei Silbermedaillen (1992, 1996) und fünf Bronzemedaillen (1989, 1995, 1998 - 71 kg und 1998, 1999 - Open) bei den polnischen Meisterschaften. Im Jahr 1994 konnte er den 3. Platz bei der Europameisterschaft in Gdańsk und ebenfalls den 3. Platz bei der akademischen Weltmeisterschaft erlangen. Im folgenden Jahr gewann er eine Bronzemedaille der 18. Universiade in Fukuoka. Im Jahr 1996 nahm er an den Olympischen Spielen in Atlanta teil. Wojdan schied aus dem Turnier in der 2. Runde aus.